# Xuân Vân
Xuân Vân là một xã thuộc tỉnh Tuyên Quang, Việt Nam được thành lập vào 16 tháng 6 năm 2025 từ việc hợp nhất xã Trung Trực, xã Phúc Ninh, xã Xuân Vân.

## Lịch sử
Ngày 16 tháng 6 năm 2025, Ủy ban Thường vụ Quốc hội ban hành Nghị quyết số 1684/NQ-UBTVQH15 về việc sắp xếp các đơn vị hành chính cấp xã của tỉnh Tuyên Quang năm 2025. Theo đó, sắp xếp toàn bộ diện tích tự nhiên, quy mô dân số của xã Trung Trực, xã Phúc Ninh, xã Xuân Vân thành xã mới có tên gọi là xã Xuân Vân.
Xã có diện tích 40,02 km², dân số năm 1999 là 7669 người, mật độ dân số đạt 192 người/km².